# Minor Majority
 (juillet 2021).
Si vous disposez d'ouvrages ou d'articles de référence ou si vous connaissez des sites web de qualité traitant du thème abordé ici, merci de compléter l'article en donnant les références utiles à sa vérifiabilité et en les liant à la section « Notes et références ».
 (juillet 2021).
Minor Majority est un groupe de musique pop/folk norvégien.

## Histoire

### Un duo qui s'étoffe
Le groupe, originaire d’Oslo, est né en 2000 d’un projet studio de deux amis Pål Angelskår et Andreas Berczelly. Le duo sort un premier album le 25 novembre 2001, intitulé Walking Home From Nicole's, auquel participe la chanteuse norvégienne Karen Jo Fields. Le guitariste Jon Arild Stieng rejoint le groupe à cette époque.
Après la sortie du deuxième album, If I Told You, You Were Beautiful, en 2002, Andreas Berczelly quitte le groupe pour se consacrer à la production. En 2003, trois nouveaux membres rejoignent la formation: Harald Sommerstad au clavier, Henrik Harr Widerøe à la basse et Halvor Høgh Wisnes à la batterie. 

### Le succès
Deux albums suivent : Up For You & I en 2004 qui est certifié disque d’or en Norvège (plus de 20 000 exemplaires vendus) et Reasons to Hang Around en 2006.
Le groupe consacre l’année 2006 à une grande tournée en Norvège, mais aussi en Allemagne, en Suisse et en France. À l'occasion de son passage à Paris, le groupe est invité à jouer en direct dans l'émission de Stéphane Bern, Le Fou du roi sur France Inter.
Minor Majority a été récompensé dans la catégorie Meilleur groupe pop aux Spellemannsprisen 2006 (équivalent norvégien des Grammy Awards), dont la cérémonie s'est déroulée le 27 janvier 2007 à Oslo.
Pendant le premier semestre 2007, le groupe partage son temps entre concerts (en Norvège et en Allemagne) et séances de travail en studio pour la préparation d'un double album Candy Store. Celui-ci sort en Norvège pendant l'été. C'est pour une moitié une compilation des titres single du groupe et pour l'autre moitié un recueil de "chansons oubliées" réarrangées et réenregistrées, sans oublier trois titres totalement inédits,. La tournée qui suit connaît un véritable succès et le groupe se voit remettre un disque d'or à Oslo le 10 novembre 2007, à l'issue du dernier concert.
En 2008, Minor Majority repart en tournée à travers l'Europe (Allemagne, France et Suisse), et est invité sur le plateau de l'émission musicale française Taratata (diffusion le 13/06/2008 sur France 4). Le groupe achève sa tournée sur la scène du Rockefeller Music Hall à Oslo le 4 décembre 2008.

### Either Way I Think You Know
En 2009, Minor Majority reprend le chemin du studio et confie la production de son nouvel album à Ole Petter Andreassen (The Cumshots). Either Way I Think You Know sort en Norvège le 5 octobre 2009. Après une tournée de deux mois en Norvège, le groupe présente son nouvel opus sur les scènes allemandes, suisses et françaises au printemps 2010.
Dans le même temps, un projet croisé avec le groupe de métal norvégien The Cumshots voit le jour. Le concept : Minor Majority reprend à sa façon un titre de The Cumshots (I Drink Alone) et The Cumshots fait de même avec Electrolove de Minor Majority. Le résultat donnera un single édité en version vinyle à 500 exemplaires.

### 2014 - 2016:10eanniversairedes albumsUp For You & IetReasons to Hang Around
À l'occasion du dixième anniversaire de l'album Up For You & I, Minor Majority s'offre une tournée norvégienne de 5 dates (dont un concert au Sentrum Scene à Oslo) pendant l'hiver 2014, et une réédition exceptionnelle de l'album qui leur avait offert la notoriété. Ce vinyle contient deux morceaux bonus : une nouvelle version de Wish You Knew et la démo de leur tube Supergirl.
Deux ans plus tard, forts du succès de la précédente tournée, le groupe réitère le principe de la tournée anniversaire avec Reasons to Hang Around.

### Retour sur le devant de la scène
Après trois nouveaux singles (I've Been Here Before You en janvier 2016, It's Easier to Sing en mars 2017 et Napkin Poetry en septembre 2017), Minor Majority annonce en septembre 2018 la parution d'un nouvel album, Napkin Poetry, le 11 janvier 2019. Another Year, premier single issu de l'album paraît le 12 octobre 2018. La sortie de l'album Napkin Poetry est suivie d'une grande tournée en Norvège de janvier à avril 2019, puis une tournée des festivals pendant l'été de la même année.

### 2020: Un tournant
A l'issue de la tournée Napkin Poetry, le guitariste Jon Arild Stieng fait part de sa décision de quitter le groupe. Roar Nilsen, qui avait produit les deux albums solo de Pål Angelskår et Napkin Poetry pour Minor Majority, est choisi pour le remplacer. Dans le contexte exceptionnel de crise sanitaire, le groupe reprend le chemin des studios et sort le 21 mai 2021 son huitième album The Universe Would Have To Adjust.

## Membres du groupe
- Pål Angelskår : auteur-compositeur, chanteur, guitare
- Jon Arild Stieng : guitare, chœurs
- Harald Sommerstad : clavier
- Henrik Harr Widerøe : basse, banjo, chœurs
- Halvor Høgh Winsnes : batterie, chœurs

## Discographie
- Walking Home From Nicole's (Norvège : 25/11/2001)
- If I Told You, You Were Beautiful (Norvège : 29/10/2002 – France : 28/02/2005[11])
- Up For You & I (Norvège : 15/01/2004 – France : 13/05/2004)
- Reasons to Hang Around (Norvège : 23/01/2006 – France : 10/04/2006)
- Candy Store (Norvège : 20/08/2007 - France : 18/02/2008)
- Either Way I Think You Know (Norvège : 05/10/2009 - France : 12/04/2010)
- Napkin Poetry (Norvège : 11/01/2019)
- The Universe Would Have To Adjust (Norvège : 21/05/2021)

## Vidéographie
- Dancing In The Backyard (2002)
- She Came Back For Her Smile (2002)
- She Gave Me Away (2004)
- Supergirl (2006)
- I Drink Alone (2010)
- I've Been Here Before You (2016)
- The Singer (2021)
- Julia Jacklin's Voice (2021)